# Aeroporto de Pisa-San Giusto

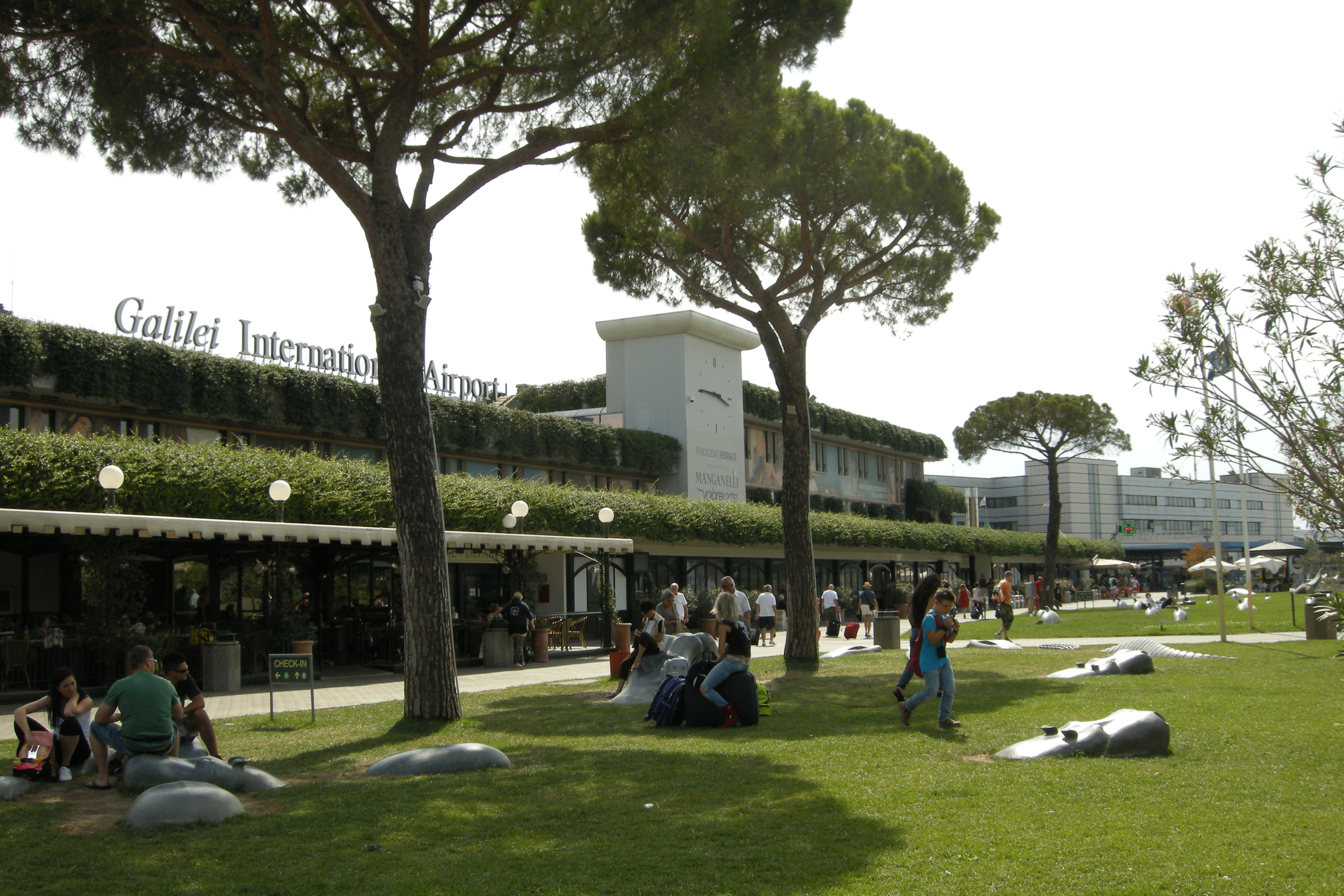
Aeroporto Internacional de Pisa Galileo Galilei, Itália

O Aeroporto de Pisa-San Giusto  é um aeroporto localizado em Pisa, Itália. É um dos dois maiores aeroportos da região da Toscana junto com o Aeroporto Américo Vespúcio em Florença. O aeroporto tem o nome do famoso cientista italiano Galileo Galilei, nativo de Pisa. Está localizado no bairro de San Giusto a menos de 2 km da estação ferroviária da cidade e relativamente próximo do seu centro histórico.
O aeroporto é ligado a estação ferroviária da cidade por trem e ônibus além de dispor de conexões rodoviárias e ferroviárias com a estação de Santa Maria Novella, em Florença.
O aeroporto é utilizado também como base militar da Força Aérea Italiana.

## Terminais e destinos
| Companhias                                   | Destinos |
| -------------------------------------------- | --- |
| Air France operado pela HOP!                 | Paris |
| Alitalia                                     | Roma |
| British Airways                              | Londres |
| Delta Air Lines                              | Nova York (sazonal) |
| EasyJet                                      | Berlim, Bristol, Londres, Lyon, Paris |
| Finnair                                      | Helsinque |
| Iberia                                       | Madri |
| Jet2com                                      | Belfast, Edimburgo, Leeds, Manchester, Newcastle |
| Lufthansa Regional operado pela Air Dolomiti | Munique |
| Norwegian Air Shuttle                        | Copenhague, Oslo (sazonal) |
| Ryanair                                      | Alghero, Alicante, Bari, Billund, Birmingham, Bournemouth, Bratislava, Brindisi, Bruxelas, Cagliari, Constança, Dublim, Leicester, Edimburgo, Eindhoven, Frankfurt, Girona, Glasgow, Ibiza, Lamezia Terme, Leeds, Lille, Liverpool, Londres, Lübeck, Maastricht, Malta, Marrakech, Memmingen, Oslo, Palermo, Paris, Porto, Sevilha, Estocolmo, Trapani, Valência, Weeze, Zadar |
| Thomson Airways                              | Bournemouth (sazonal), Londres, Manchester |
| Transavia.com                                | Copenhague, Roterdã |
| TUIfly                                       | Colônia |
| Vueling Airlines                             | Barcelona |